# Meruzalka krvavá
Meruzalka krvavá (Ribes sanguineum) je druh meruzalky přirozeně rostoucí na západním pobřeží Severní Ameriky od oblasti Britské Kolumbie na jih po území střední Kalifornie. Patří mezi opadavé keře z čeledi meruzalkovité (Grossulariaceae).

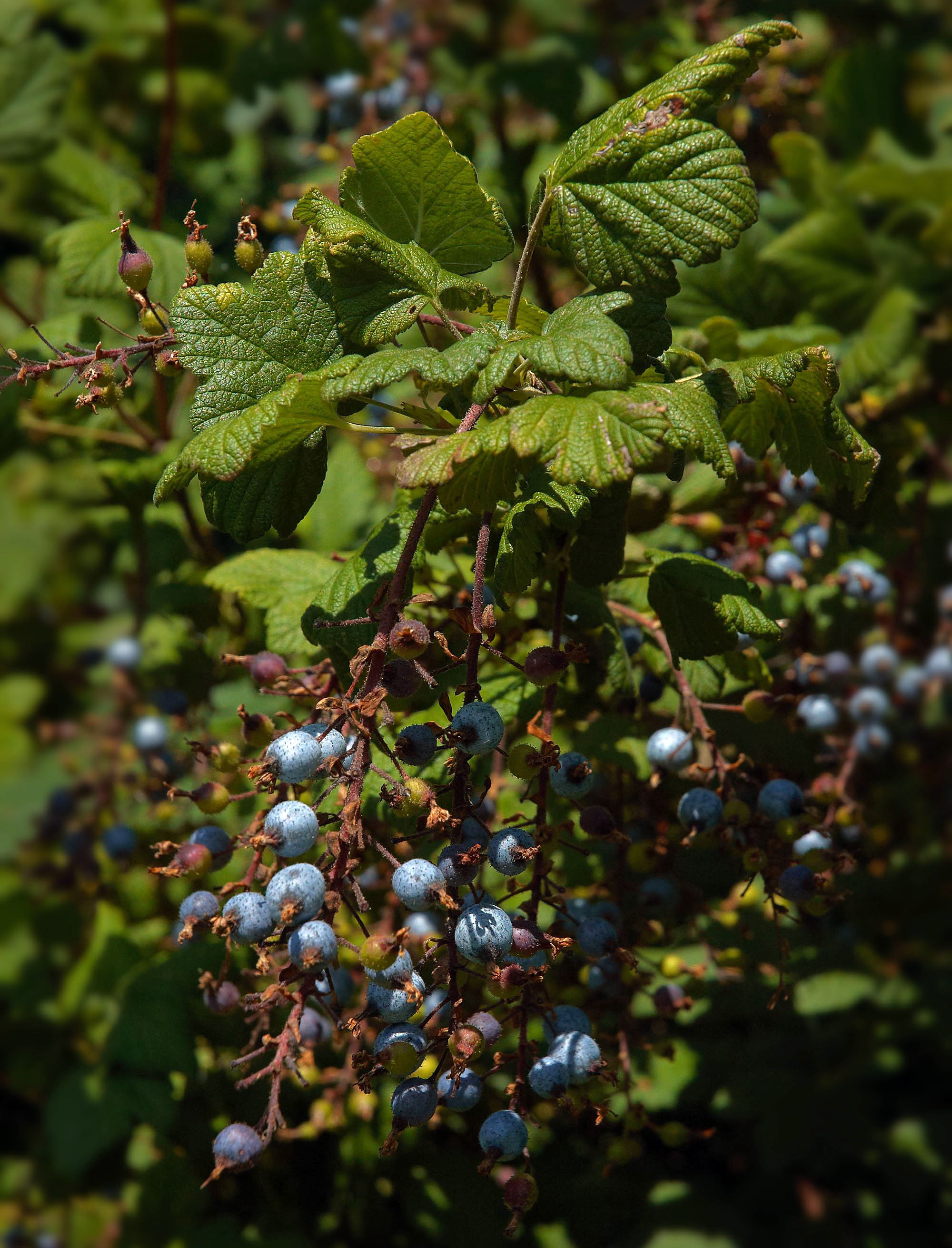
Plody meruzalky krvavé, Ribes sanguineum 'King Edward VII'

## Popis
Meruzalka krvavá roste běžně jako opadavý listnatý keř dorůstající 2 (výjimečně 4) metry výšky. Kůra je tmavě hnědošedá se světlejšími hnědými lenticelami. Listy jsou 2–7 cm dlouhé a široké, krátce řapíkaté, okrouhlé až ledvinité, lalokovité s pěti lalůčky, tupě zoubkované, naspodu plstnaté. Na jaře mají silnou pryskyřičnou vůni.
Květy raší brzy na jaře (duben) ve stejné době jako listy. Jsou v hroznech s 3–7 cm dlouhými květy (5–30). Každý květ je 5–10 mm velký, s pěti červenými nebo růžovými lístky. Plody jsou tmavě fialové oválné bobule, 1 cm dlouhé, silně světle ojíněné, takže vypadají světle modré. Jsou sice jedlé, ale mdlé chuti.

## Pěstování a použití
Jedná se o velmi oblíbený zahradní keř, pěstovaný pro své nápadné zářivě barevné a vonící květy, které raší na počátku jara. Četné kultivary byly vyšlechtěny pro barvu květu, od bílé až po tmavě červenou. Byla zavedena do pěstování Davidem Douglasem.

## Rozmnožování
Meruzalka krvavá se snadno vegetativně rozmnožuje dřevitými řízky.

## Řez
Meruzalku řežeme po odkvětu, aby se podpořil růst nových letorostů, na kterých se tvoří květní pupeny.

## Stanoviště
Nejraději má plné slunce a živnou, propustnou půdu, ale je celkově nenáročná. Meruzalka je mrazuvzdorná do −29 °C.

## Choroby a škůdci
Meruzalka je hostitelem rzi, a kvůli tomu je zákaz ji pěstovat v některých státech USA. Dalšími možnými parazity jsou různé druhy housenek, mšice rybízová, antraknóza rybízu, napadá ji také plíseň šedá nebo septorióza.

## Kultivary
Jsou známy kultivary
- 'King Edward VII', rudé květy
- 'Pulborough Scarlet',rudobílé květy
- 'White Icicle', bílé květy

## Galerie

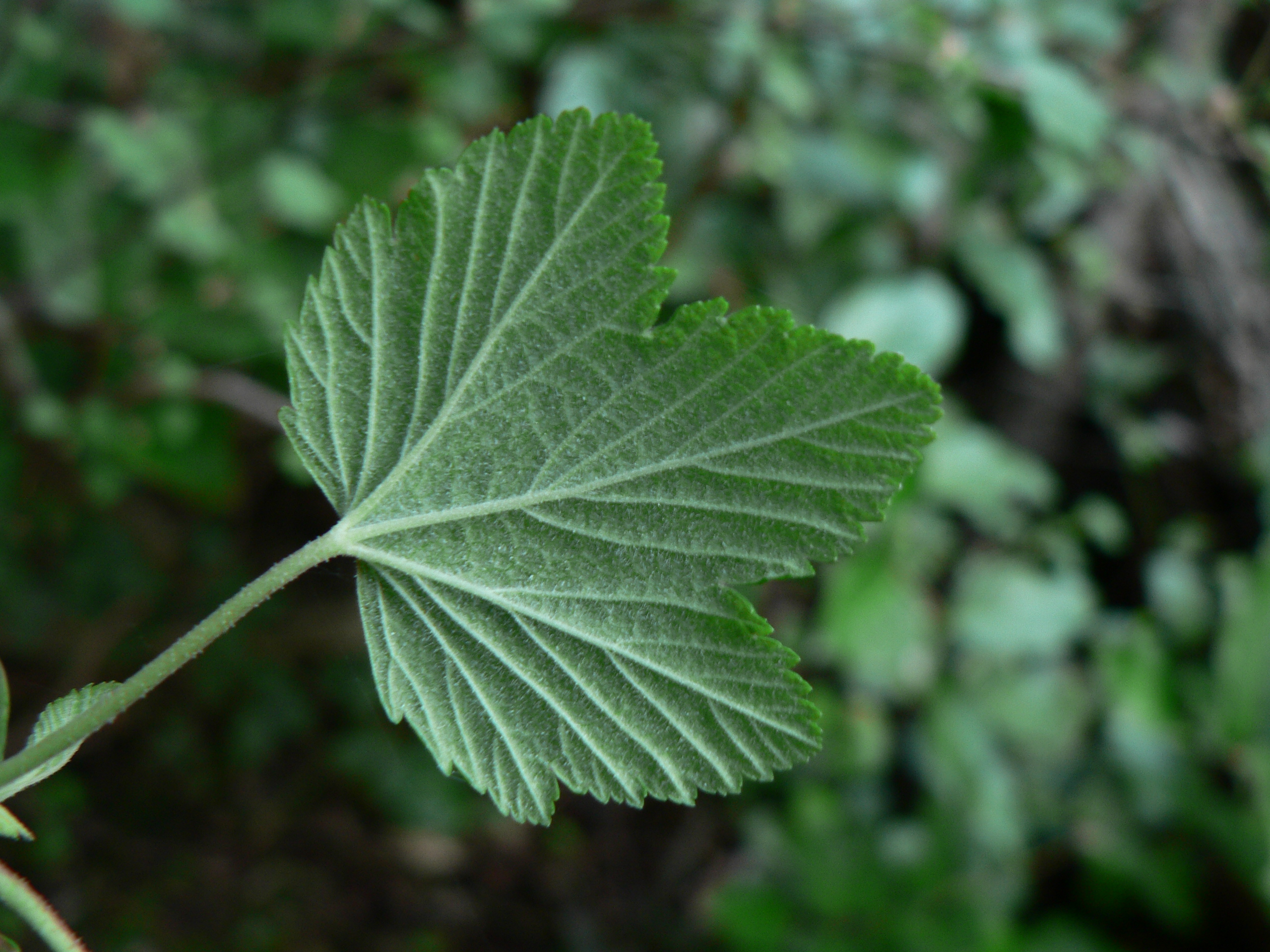
List meruzalky Ribes sanguineum (spodní část listu)
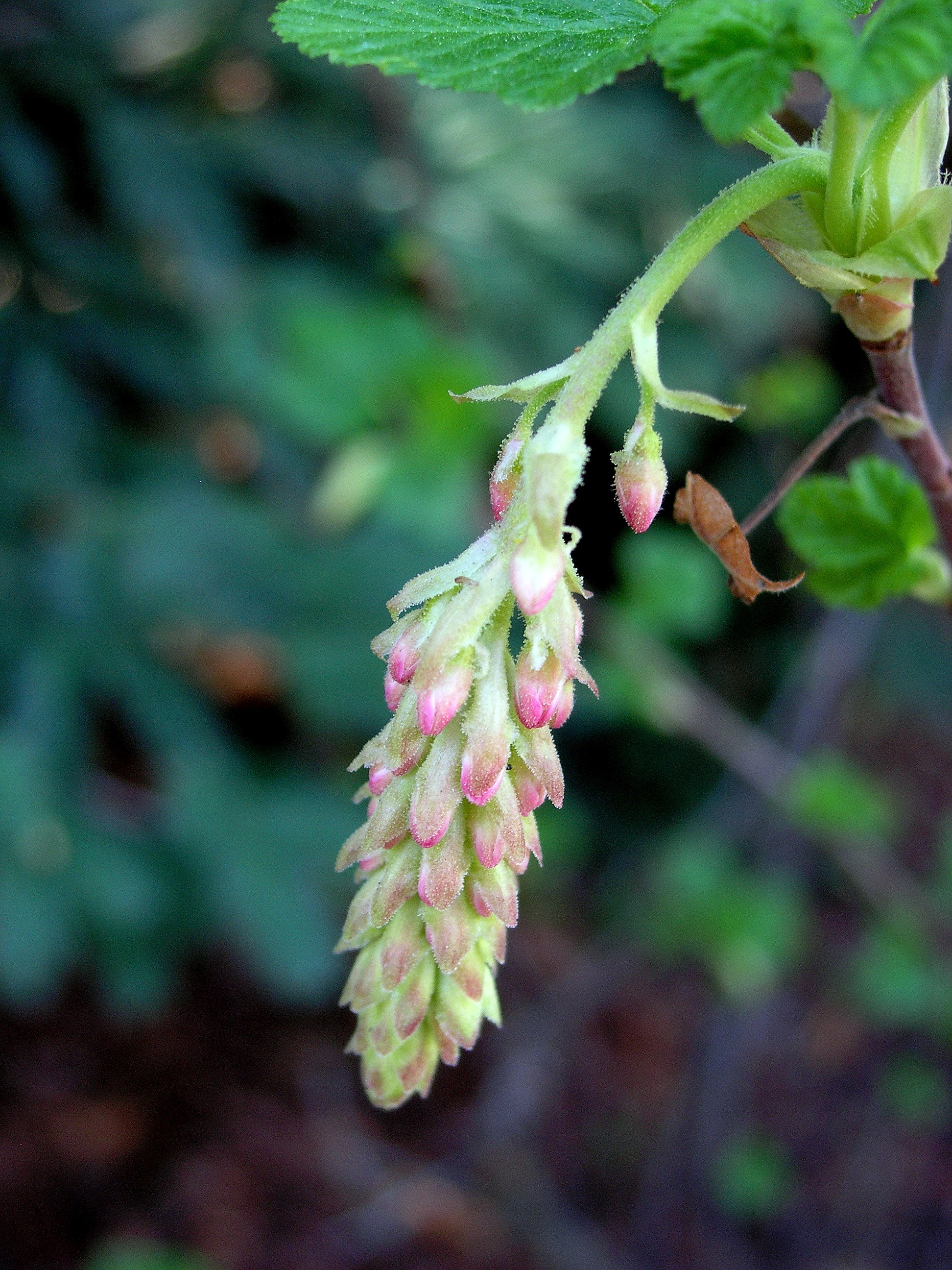
Nakvétající meruzalka (R. sanguineum var. glutinosum)
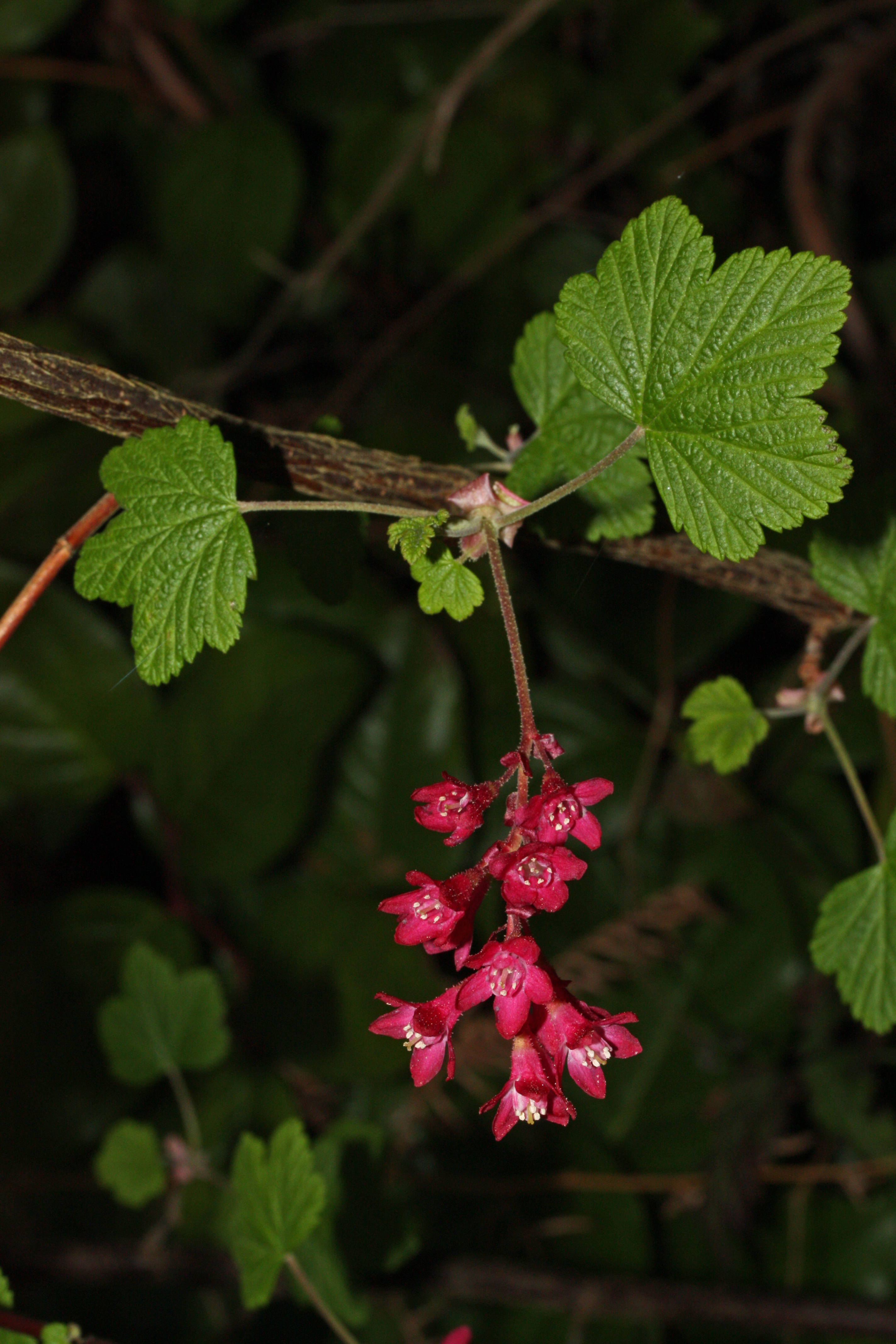
Hrozny (5–30 květů, 3–7 cm dlouhé)
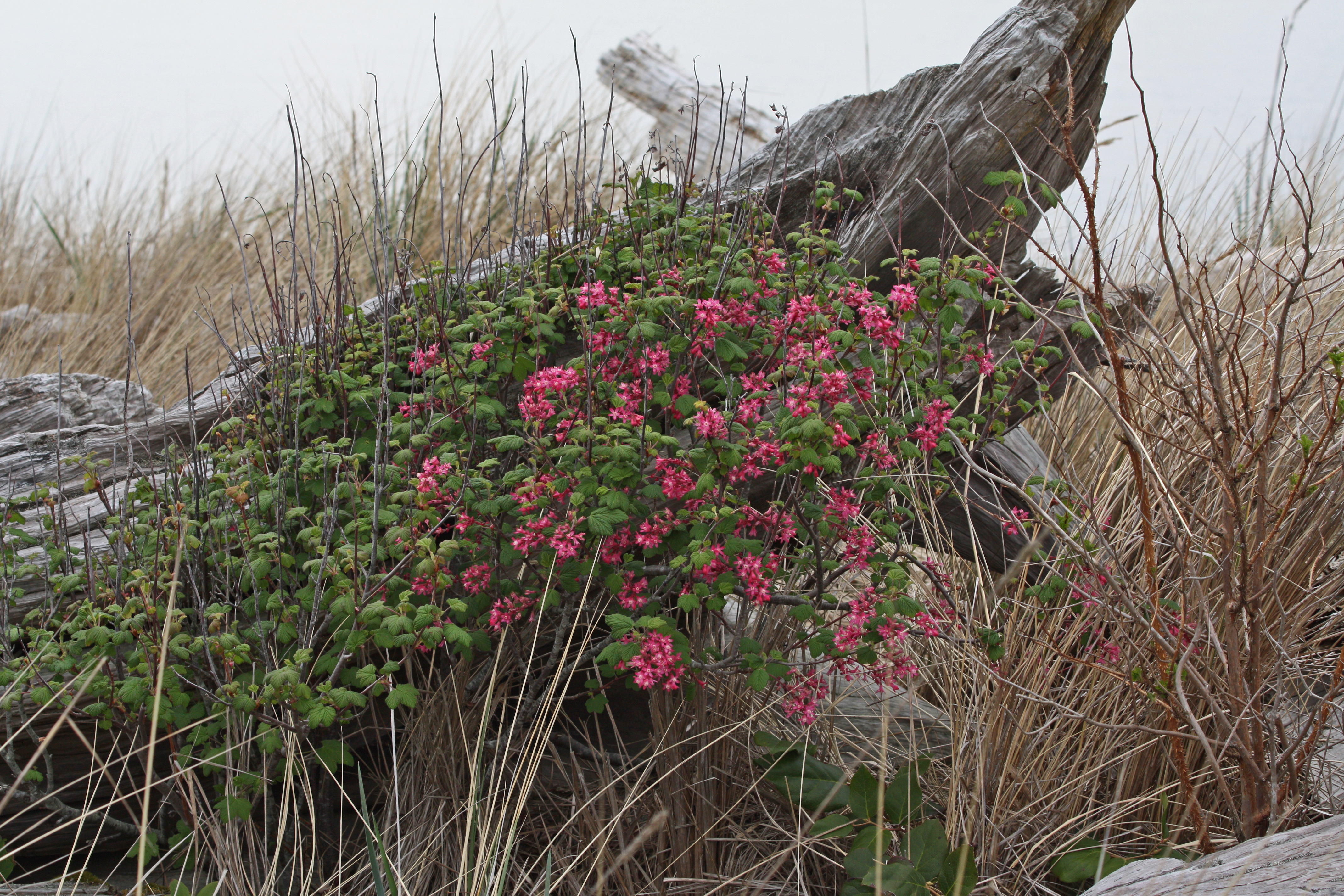
Ribes sanguineum var. sanguineum
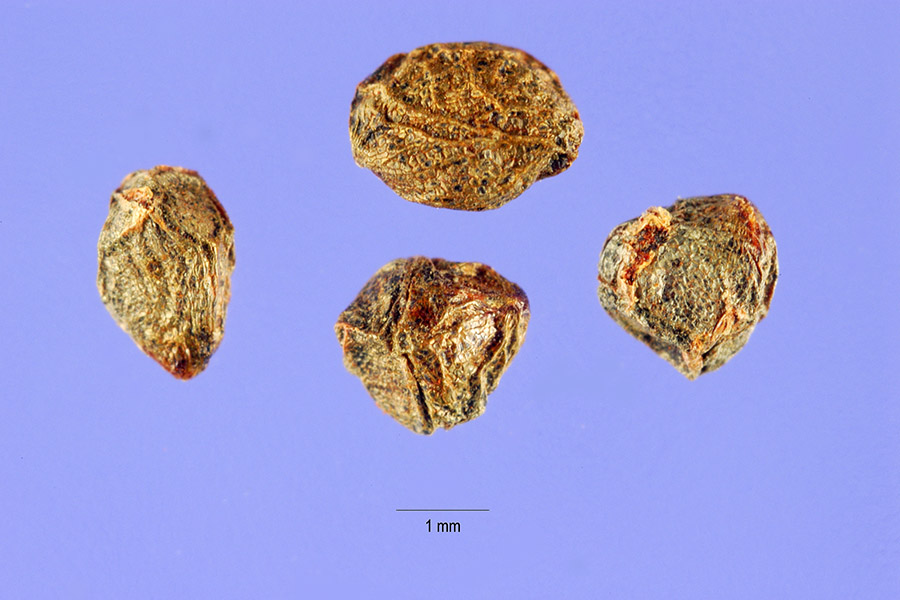
Semena meruzalky Ribes sanguineum
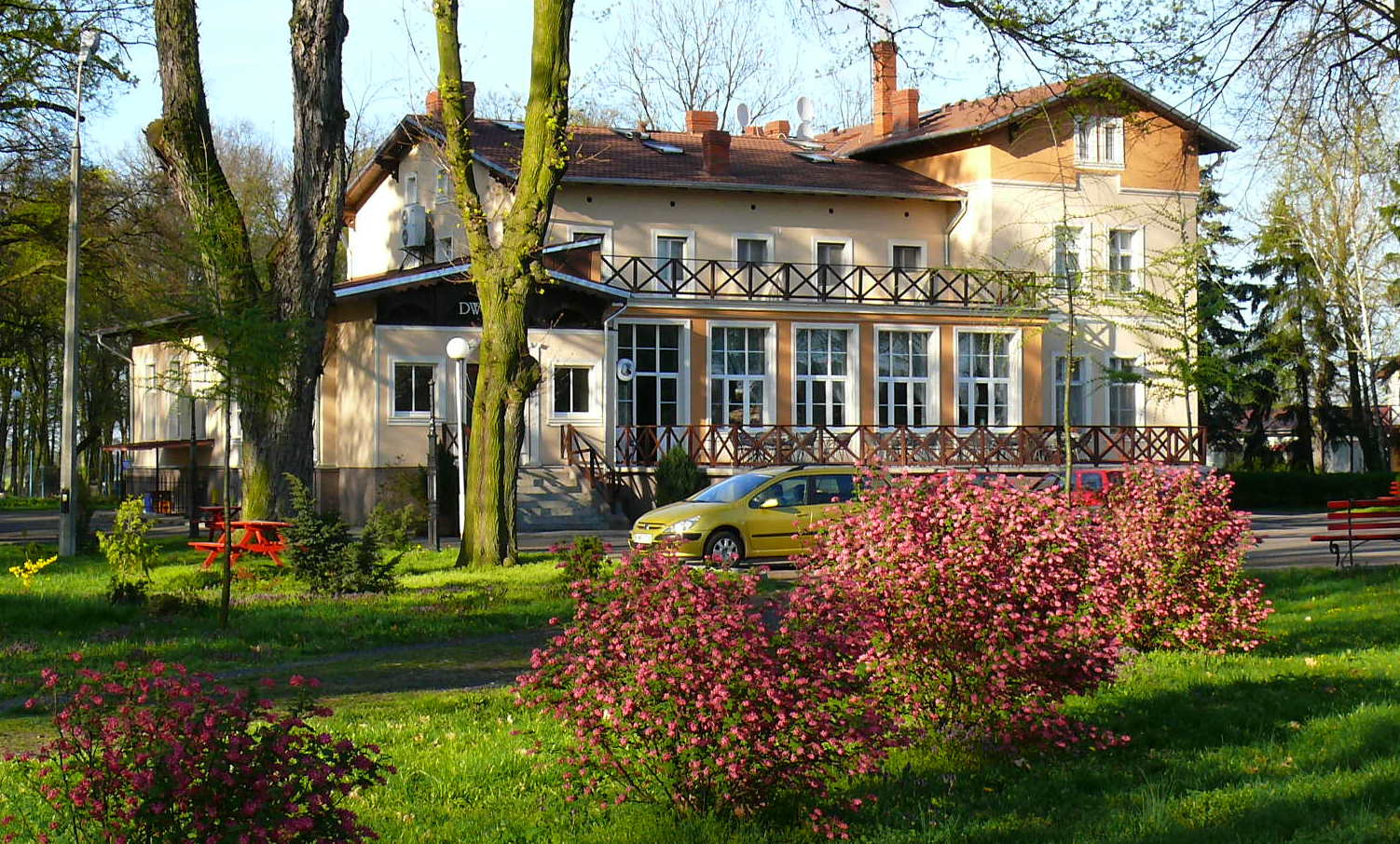
Pěstované keře meruzalky Ribes sanguineum